# Amatique
Amatique és una badia situada en el golf d'Hondures al llarg de la costa oriental de Guatemala i Belize. S'estén des de Santo Tomás de Castilla en el sud fins a punta Gorda al nord. Els seus límits sud-orientals són marcats per una petita península coneguda com a punta de Manabique. Té 24 km d'ample, una extensió de 880 km² i una profunditat màxima de 20 m.
La major part de la badia està situada al territori de Guatemala, mentre que la porció del nord-oest és part de Belize. La badia rep l'aigua de tres grans rius amb un flux mitjana de 548 m³ s-1: el riu Moho a Belize, el Sarstún i el Dulce a Guatemala. Els principals ports de la badia són Puerto Barrios, Santo Tomás de Castilla i Livingston a Guatemala, i Punta Gorda a Belize.